# Desert Strike: Return to the Gulf
Desert Strike: Return to the Gulf (Japans: デザートストライク 湾岸作戦) is een computerspel dat werd ontwikkeld en uitgegeven door Electronic Arts. Het spel kwam in 1992 uit voor de Sega Master System, SNES en de Sega Mega Drive. Later volgde ook andere homecomputers. De speler moet een AH-64A Apache helikopter vliegen en diverse missies uitvoeren. Het spel speelt zich af tijdens de Golfoorlog. Het speelveld wordt isometrisch weergegeven.

## Platforms
| Jaar | Platform                                  |
| ---- | ----------------------------------------- |
| 1992 | SEGA Master System, SNES, Sega Mega Drive |
| 1993 | Amiga, Lynx                               |
| 1994 | DOS, Game Gear                            |
| 1995 | Game Boy                                  |
| 2002 | Game Boy Advance                          |
| 2013 | BlackBerry                                |

## Ontvangst
| Beoordeeld door | Platform         | Datum            | Score |
| --------------- | ---------------- | ---------------- | ----- |
| Amiga Joker     | Amiga            | april 1993       | 85%   |
| Amiga Games     | Amiga            | april 1993       | 83%   |
| Mega Fun        | Lynx             | januari 1994     | 81%   |
| IGN             | Game Boy Advance | 3 juni 2002      | 80%   |
| neXGam          | Lynx             | 2009             | 80%   |
| Jeuxvideo.com   | SNES             | 10 februari 2010 | 75%   |
| Génération 4    | DOS              | november 1994    | 72%   |
| Game Players    | Game Boy         | mei 1995         | 68%   |
| Video Game City | Game Boy Advance | 2002             | 55%   |
| GamePro (USA)   | Game Boy Advance | 13 juni 2002     | 50%   |